# Pliobates
Pliobates cataloniae — вид стовбурових мавп, який, як було встановлено, є сестринським таксоном гібонів і людиноподібних мавп. Його анатомія гібоноподібна. Цей вид має мозаїчні характеристики примітивних, схожих на мавпу рис і більш похідних характеристик мавпи; це, однак, не був прямий предок сучасних людиноподібних мавп, а скоріше бічна гілка, яка зберегла морфотип предків і, таким чином, була поміщена у свою власну родину Pliobatidae.